# Christmas with a Crown
Christmas with a Crown è un film del 2020 diretto da Dylan Pearce.

## Trama
Durante le feste natalizie, Cassie, donna in carriera di grande successo, torna nella sua città natale con lo scopo di salvare il tradizionale festival natalizio che la sua famiglia porta avanti da anni. A darle una mano ci sarò Nicolas, uno straniero affascinante, il quale in realtà altri non è che un principe in incognito.

## Produzione
Le riprese si sono svolte in Canada, in particolare ad Edmonton e nelle zone limitrofe.